# اوراسیایی
اوراسیایی (به انگلیسی: Eurasian) فردی است که اجدادش ترکیبی از مردمان آسیایی و اروپایی بوده است.

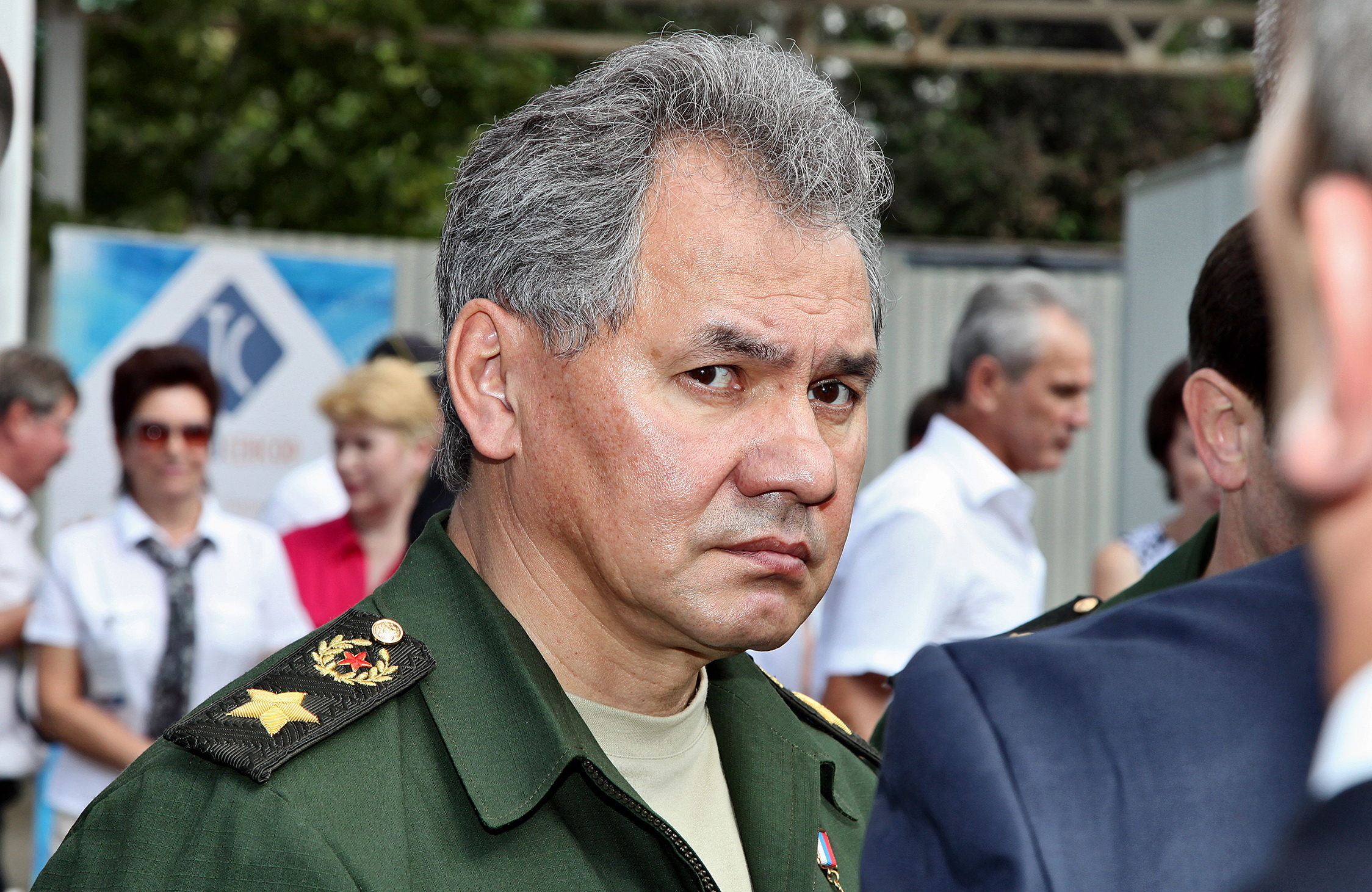
سرگئی شویگو، وزیر دفاع روسیه که مادرش روس و پدرش از مردم تووایی بود

## واژه گزینی
واژه اوراسیایی ابتدا در میانه قرن نوزدهم در هند مستعمراتی باب شد. این واژه در آغاز برای اشاره به کسانی که به آنگلو-هندی، مردمی از ترکیب نژادی هندی‌ها و بریتانیایی‌ها، معروف بودند مورد استفاده قرار می‌گرفت. علاوه بر بریتانیایی‌ها، بسیاری هم ترکیبی با نژاد پرتغالی‌ها، هلندی‌ها، ایرلندی‌ها یا فرانسوی‌ها بودند. این واژه از دههٔ ۱۹۶۰ در آثار انسان‌شناسی مورد استفاده قرار گرفته است.

## آسیای مرکزی
از لحاظ تاریخی، آسیای مرکزی «سرزمین آمیزش مردم با نژادهای گوناگون» از مردم اوراسیایی غربی و اوراسیایی شرقی بوده است، که منجر به اختلاط شدید ژنتیکی و متنوع شده است. تحلیل‌های ژنتیکی و جسمی اجساد قدیمی به این نتیجه منتهی گشت که در دوران سکاها–از جمله کسانی که در منطقه پازیریک شرقی می‌زیستند– دارای ویژگی‌های عمده ای بودند که (در بین دیگران) در برونچهر نژاد اروپایی (Europoid) یافت شده بود، هم چنین در برونچهر نژادهای مختلط اوراسیایی مشاهده شده بود، این امر دلالت بر این دارد که سکاها به عنوان یک نژاد خالص به عنوان بخشی از نسل جمعیت شرق اوراسیا بودند.

## جنوب شرق آسیا

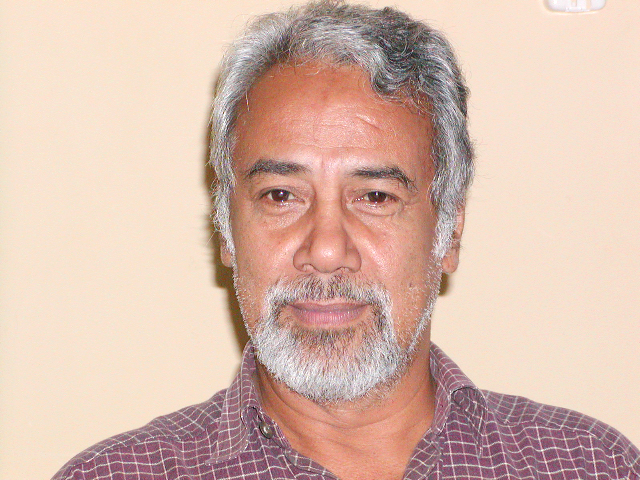
ژانانا گوژماو، رئیس‌جمهور سابق تیمور شرقی

استعمار اروپا در حجم وسیعی از باریکه جنوب شرقی آسیا، منجر به افزایش جمعیت اوراسیایی، به ویژه در اندونزی، مالزی، سنگاپور، تیمور شرقی، ویتنام و فیلیپین گردید. بسیاری از اوراسیایی‌ها در جنوب شرقی آسیا، جامعه مجزایی از بومیان و مستعمره نشینان را تشکیل دادند و به عنوان جامعه واسط میان این دو به فعالیت پرداختند. اوراسیایی‌های پسااستعماری را کمابیش می‌توان در کشورهای جنوب شرق آسیا پیدا کرد، به ویژه در فیلیپین به علت ۳۳۳ سال مستعمره اسپانیا، ۴ سال سرزمین تحت کنترل بریتانیا و ۴۹ سال تحت اشغال آمریکا که این کشور را با ۳۸۲ سال حضور بی وقفه، به کشوری که در معرض طولانی‌ترین حضور مداوم اروپا بوده، قرار داده است. برمه به مدت ۱۲۴ سال تحت استعمار بریتانیا قرار داشت، فرانسه به مدت ۶۷ سال هندوچین را تحت سیطرهٔ خود داشت، بریتانیا به مدت ۱۲۰ سال، مالایا را تحت استعمار خود داشت و هلند پس از پرتغال، به مدت ۱۴۹ سال، اندونزی را مستعمرهٔ خود قرار داد.
کامبوج
در آخرین سرشماری هندوچین فرانسه در سال ۱۹۴۶، ۴۵٬۰۰۰ اروپایی در ویتنام، لائوس و کامبوج وجود داشتند. یک پنجم آنها اوراسیایی بودند.

## شرق آسیا
در قرن نوزده هنگ کنگ، کودکان اوراسیا یا نیم–کاست به عنوان نماد اضمحلال اخلاقی و آلودگی نژادی توسط هر دو جامعه چینی و اروپایی، انگ بدنامی زده می‌شد.طبق گفته چیو:
در جامعه اروپایی، این چنین کودکان، نشانه ملموس نقیصه اخلاقی، بودند در حالی که در جامعه چینی، آنها تجسم ننگ و شرارت مادران منزوی شده بودند. استوارت بیان نموده است که کلمه بربرها بر زبان یک یونانی، چیزی جز ذره ای از تحقیری نیست که یک فرد چینی برای این چنین شخصی مد نظر قرار می‌دهد.